# 资本与阶级
《资本与阶级》（英語：Capital & Class）是一份同行评审的学术季刊，涵盖了政治和经济领域，特别是关于马克思主义和批判理论，如女权主义、环境保护主义、后结构主义和其他进步运动的研究。该杂志的编辑委员会由社会社会主义经济学家会议的成员在年度会议上选举产生。 总编辑是欧文·沃思（利默里克大学）。该刊创刊于1977年，目前由赛吉出版公司代表社会主义经济学家会议出版。

## 摘要和索引
本刊物于下列数据库中存在摘要和索引:
- Academic Search（英语：Academic Search Complete）
- ABI/INFORM
- EBSCO: EconLit（英语：EconLit）
- International Bibliography of the Social Sciences（英语：International Bibliography of the Social Sciences）
- Scopus
- SocINDEX（英语：SocINDEX）
- Wilson OmniFile